# Orchestre philharmonique de la BBC
Le BBC Philharmonic est un orchestre symphonique professionnel basé à Manchester au Royaume-Uni. Il est financé par la British Broadcasting Corporation.

## Fondation
À l'origine, les studios de la première station de radio de Manchester se trouvaient dans les locaux de l'entreprise électrique Metropolitan Vickers Electrical Company. Cette entreprise autorisa la radio à émettre à partir de 1922 sous l'indicatif 2ZY. Dan Godfrey Junior, gérant de la station, a alors créé un chœur, un opéra ainsi qu'un orchestre composé de douze musiciens. Ce premier orchestre prit le nom de 2ZY Orchestra et commença à jouer lors d'émissions radiodiffusées plusieurs œuvres classiques anglaises telles que Dream of Gerontius et Enigma Variations d'Edward Elgar ou Les Planètes de Gustav Holst. L'orchestre était en partie financé par la British Broadcasting Company (précurseur de la British Broadcasting Corporation) et fut renommé Northern Wireless Orchestra en 1926.
Quand la BBC créa un orchestre national à Londres (l'orchestre symphonique de la BBC) en 1930, elle décida de diminuer considérablement le financement de ses orchestres régionaux. Le Northern Wireless Orchestra fut alors réduit à 9 musiciens et renommé Northern Studio Orchestra.
Trois ans plus tard, en 1933, la BBC est cependant revenue sur sa décision et a maintenu un orchestre complet, cette fois renommé en BBC Northern Orchestra. C'est le début de l'orchestre dans sa forme actuelle.

## Réputation
L'orchestre joua à ses premiers Prom en 1961, et acquit une notoriété due à ses performances au Free Trade Hall, une salle où jouait habituellement le Hallé Orchestra.
En 1982, l'orchestre reçut un vote de confiance de la BBC, qui agrandit l'orchestre et changea son nom en BBC Philharmonic. Le nom donné montrait que l'ensemble n'était plus un orchestre du Nord, c'était un orchestre basé dans le nord.
Comme tous les groupes de diffusion de la BBC, il contribua à un programme de Radio 3, enregistra au Studio 7 de la New Broadcasting House de Oxford Road à Manchester. Depuis 1996, la plupart des enregistrements en direct ont été réalisés au Bridgewater Hall de la cité, bien qu'il effectue régulièrement des tournées dans tout le Royaume-Uni et à l'étranger.
Pour l'anecdote, le « BBC Phil » est considéré comme le plus « aventureux » des orchestres de la BBC, et a une forte proportion de jeunes musiciens. Il a aussi lancé plusieurs compositeurs contemporains, en travaillant avec Aaron Copland, William Walton et Luciano Berio entre autres. En 1991, l'orchestre a nommé un chef d'orchestre / compositeur britannique, Peter Maxwell Davies, qui a été remplacé en 2000 par James MacMillan.
Le BBC Philharmonic a effectué plus de 130 enregistrements et a généralement évité les œuvres les plus souvent jouées par les autres orchestres. Des séries de musiques de film britanniques, la musique de Georges Enesco, et des transcriptions de Stokowski de la musique de Bach ont été présentées, toutes sous le label Chandos.
En 2022, John Storgårds est nommé chef principal de la formation. Il est renouvelé à ce poste en 2025, jusqu'à l'été 2028.

## Chefs d'orchestre principaux
- 1944 - 1951 : Charles Groves
- 1952 - 1957 : John Hopkins
- 1958 - 1968 : George Hurst
- 1968 - 1973 : Bryden Thomson
- 1973 - 1980 : Raymond Leppard
- 1980 - 1991 : Edward Downes
- 1991 - 2003 : Yan Pascal Tortelier
- 2003 - 2011 : Gianandrea Noseda
- 2011 - 2018 : Juanjo Mena
- 2019 - 2022 : Omer Meir Wellber
- 2022 - présent : John Storgårds